# Iveco VTLM-2
Il VTLM-2 è una versione migliorata del Lince iniziato a sviluppare nel 2013 nell'ambito del progetto Forza NEC (programma di digitalizzazione dell'esercito italiano). Prodotto da Iveco Defence Vehicles di Bolzano. Il principale operatore è l'Esercito italiano. Il veicolo possiede un elevato livello di protezione contro il fuoco delle armi leggere, gli IED e le mine, pacchetti aggiuntivi garantiscono la protezione anche contro le armi di medio calibro come le mitragliatrici pesanti.

## Caratteristiche
Il veicolo sebbene esteticamente molto simile all'originale, è una totale riprogettazione del veicolo e se ne differenzia principalmente per il peso: 8,1 t contro le 7,1 del VTLM-1. Questo, risultato di una completa riprogettazione del veicolo, aumenta le capacità di carico e di protezione (per altro già molto buona nell'originale).
Anche la mobilità è stata migliorata grazie all'installazione di un motore turbodiesel 3.0 common rail IVECO F1C del Daily da 220 cv, 30 in più rispetto alla versione precedente, rendendolo molto più elastico. È abbinato ad un cambio a otto marce, in luogo del precedente a sei rapporti, e da nuove sospensioni. Controllo trazione ADM ed ESP migliorano le capacità fuoristrada. Inoltre la temperatura massima di esercizio è stata portata da -44°C fino a 49°C.

## Utilizzatori
Italia
- Esercito italiano
  - 82º reggimento fanteria “Torino”

Nel 2017, il Ministero della Difesa ha sottoscritto un contratto di acquisizione che prevede un primo lotto di 34 esemplari LMV 2 NEC come pre-serie e un graduale piano di sostituzione degli attuali VTLM 1A, facendo entrare in servizio duemila Lince entro il 2034. Il 22 gennaio 2021 l'82º reggimento ha ricevuto i primi 12 veicoli tattici leggeri multiruolo di nuova generazione.